# Dungeon Siege II: Broken World
Broken World est une extension du jeu vidéo Dungeon Siege II sorti en 2005 édité par Microsoft Game Studios et réalisé par 2K Games. Elle requiert le jeu Dungeon Siege II pour fonctionner.
Il requiert des personnages de niveau 39 et d'avoir fini DSII avant, quel que soit le niveau de difficulté. Toutefois, des pré-sauvegardes sont fournies avec le jeu, il est donc possible de profiter d'un personnage puissant, un de chaque type (mage guerrier, mage naturel, tireur d'élite, chevalier/paladin, assassin sanguinaire et poing de pierre, deux nouvelles classes alliant la précision du combat à distance avec la magie guerrière et le corps à corps avec les pouvoirs de soin et d'attaque de la magie naturelle).
L'histoire est l'épilogue de DSII. Elle débute après la mort de Valdis, et après avoir découvert qu'il n'était qu'un pantin du Sorcier Noir. Celui-ci a corrompu un jeune et prometteur mage, et tout laisse penser qu'il est à son tour un pantin. Le périple commence à un avant-poste dryade et c'est d'ici que le joueur part à la recherche du mage corrompu et de son maître.
On retrouve à cet avant poste nombre d'acolytes de Dungeon Siege II, tels Deru, Vix et Sartan, même si l'on constate parfois des changements dans leurs caractéristiques.